# Przemysław Kita (piłkarz)
Przemysław Kita (ur. 19 października 1993 w Pabianicach) – polski piłkarz występujący na pozycji napastnika w Warcie Sieradz.

## Statystyki kariery
(aktualne na dzień 20 stycznia 2020)
| Klub               | Sezon              | Liga               | Liga  | Liga   | Puchar Polski | Puchar Polski | Suma  | Suma   |
| Klub               | Sezon              | Liga               | Mecze | Bramki | Mecze         | Bramki        | Mecze | Bramki |
| ------------------ | ------------------ | ------------------ | ----- | ------ | ------------- | ------------- | ----- | ------ |
| ŁKS Łódź           | 2011/12            | Ekstraklasa        | 3     | 0      | 1             | 0             | 4     | 0      |
| ŁKS Łódź           | 2012/13            | I liga             | 5     | 0      | 0             | 0             | 5     | 0      |
| ŁKS Łódź           | Ogólnie            | Ogólnie            | 8     | 0      | 1             | 0             | 9     | 0      |
| Cracovia           | 2013/14            | Ekstraklasa        | 18    | 3      | 0             | 0             | 18    | 3      |
| Cracovia           | 2014/15            | Ekstraklasa        | 11    | 0      | 3             | 0             | 14    | 0      |
| Cracovia           | Ogólnie            | Ogólnie            | 29    | 3      | 3             | 0             | 32    | 3      |
| Znicz Pruszków     | 2015/16            | II liga            | 18    | 1      | 1             | 0             | 19    | 1      |
| Znicz Pruszków     | 2016/17            | I liga             | 28    | 5      | 1             | 0             | 29    | 5      |
| Znicz Pruszków     | Ogólnie            | Ogólnie            | 46    | 6      | 2             | 0             | 48    | 6      |
| Warta Poznań       | 2017/18            | II liga            | 23    | 8      | 0             | 0             | 23    | 8      |
| Warta Poznań       | Ogólnie            | Ogólnie            | 23    | 8      | 0             | 0             | 23    | 8      |
| Olimpia Grudziądz  | 2018/19            | II liga            | 29    | 11     | 1             | 0             | 30    | 11     |
| Olimpia Grudziądz  | Ogólnie            | Ogólnie            | 29    | 11     | 1             | 0             | 30    | 11     |
| Widzew Łódź        | 2019/20            | II liga            | 16    | 4      | 2             | 0             | 18    | 4      |
| Widzew Łódź        | Ogólnie            | Ogólnie            | 16    | 4      | 2             | 0             | 18    | 4      |
| Ogólnie w karierze | Ogólnie w karierze | Ogólnie w karierze | 151   | 32     | 9             | 0             | 160   | 32     |